# 林紀堂
林紀堂（1874年11月30日—1922年2月11日），名朝璇，字紀堂，諱大勳，以字行，臺中霧峰人，為霧峰林家頂厝林奠國次子林文典之子、林獻堂堂兄，為霧峰林家頂厝五少爺最年長者，亦為五人中最早斷髮者。一生好書畫。頤圃的創建者。

## 生平

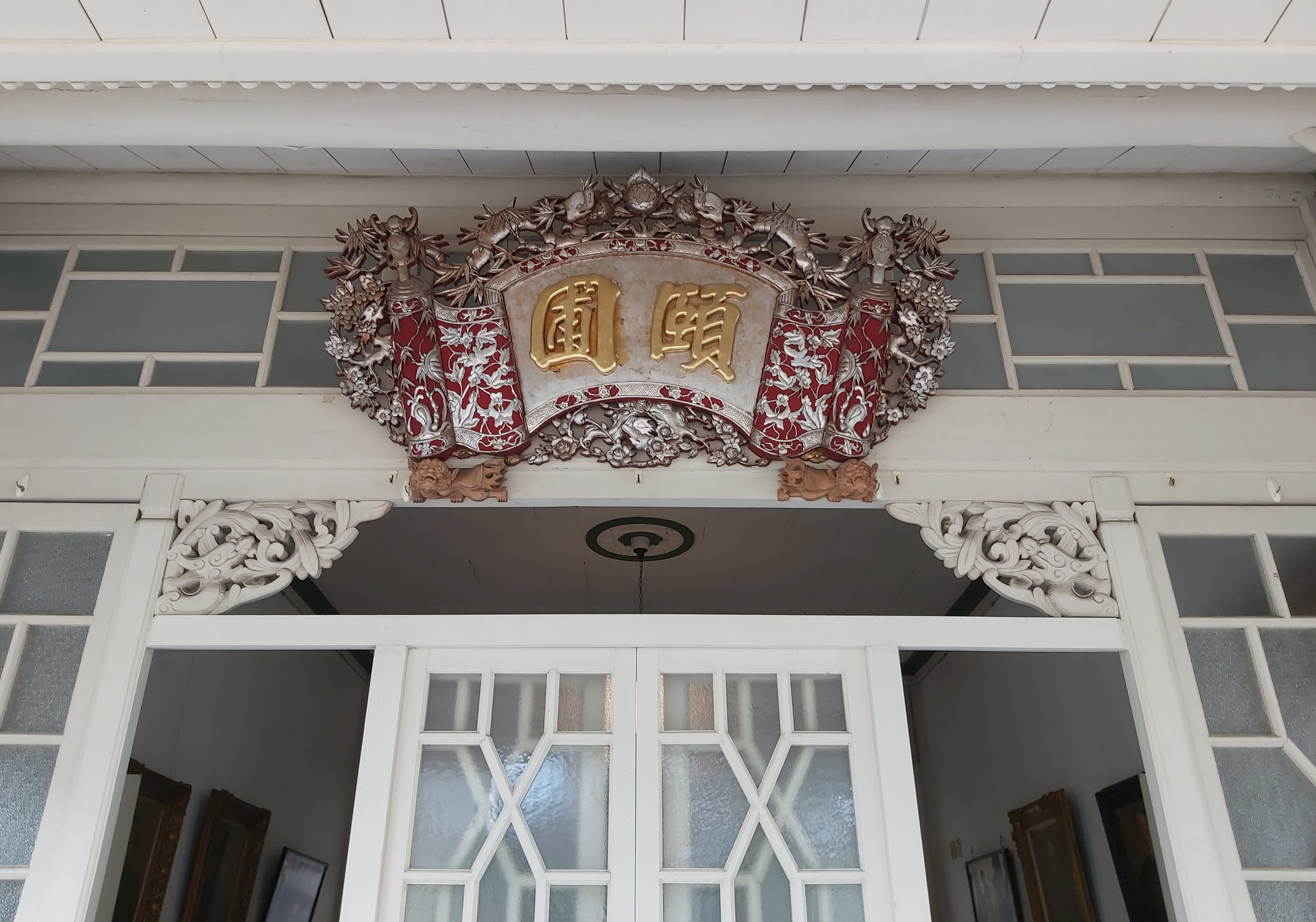
頤圃牌匾，為林紀堂手書字跡

林紀堂生於清同治13年陰曆十月廿二，活躍於日治時期，曾於1905年12月獲頒紳章，為人溫恭和順、耽讀詩書、愛玩花竹，對地方公益捐貲不惜，德望殊高。其個性恬靜、從不過問政事，喜以書、畫、花、鳥自娛，關心時尚流行，悠遊自適。1915年，因對臺人請願及捐資而設立的臺中中學校出力甚多，至1910年代擁有資產約40萬円。1922年舊曆上元日上午9時20分因腹疾病故。

## 家庭
林紀堂在叔父林文欽歿後分得五分之一的家產，先娶莊賽金（1874年—1919年10月24日）為妻，無出。後又娶陳岺（號良女）、許悅（1892年—1990年3月13日）為妾。陳岺與林紀堂育有四子，依序為長子林魁梧、次子林津梁、三子林松齡與四子林鶴年，其中林鶴年爲音樂家，戰後曾任三次民選臺中縣縣長，為國華產物保險、國華人壽保險公司創辦人。許悅與林紀堂育有一子林蘭生，但於十三歲時夭折，許悅遭此打擊後皈依佛門，法名「釋德真」，並創辦「蘭生仁愛之家」。
林紀堂曾留下遺言（公證第參貳零八號）將其亡故後的財產作分配，其特别在第五條遺言中指出其長男林魁梧浪費成性、不守孝道，不堪任一家之主宰，因此由次子林津梁繼承户主，不分給魁梧任何遺產，反留給其媳婦楊碧霞土地十六甲，林魁梧因此要與楊離婚，並且賣掉他們的女兒林貞子來獲取土地繼承。1934年，林魁梧與楊碧霞完成離婚手續。